# Waterlooplein (metropolitana di Amsterdam)

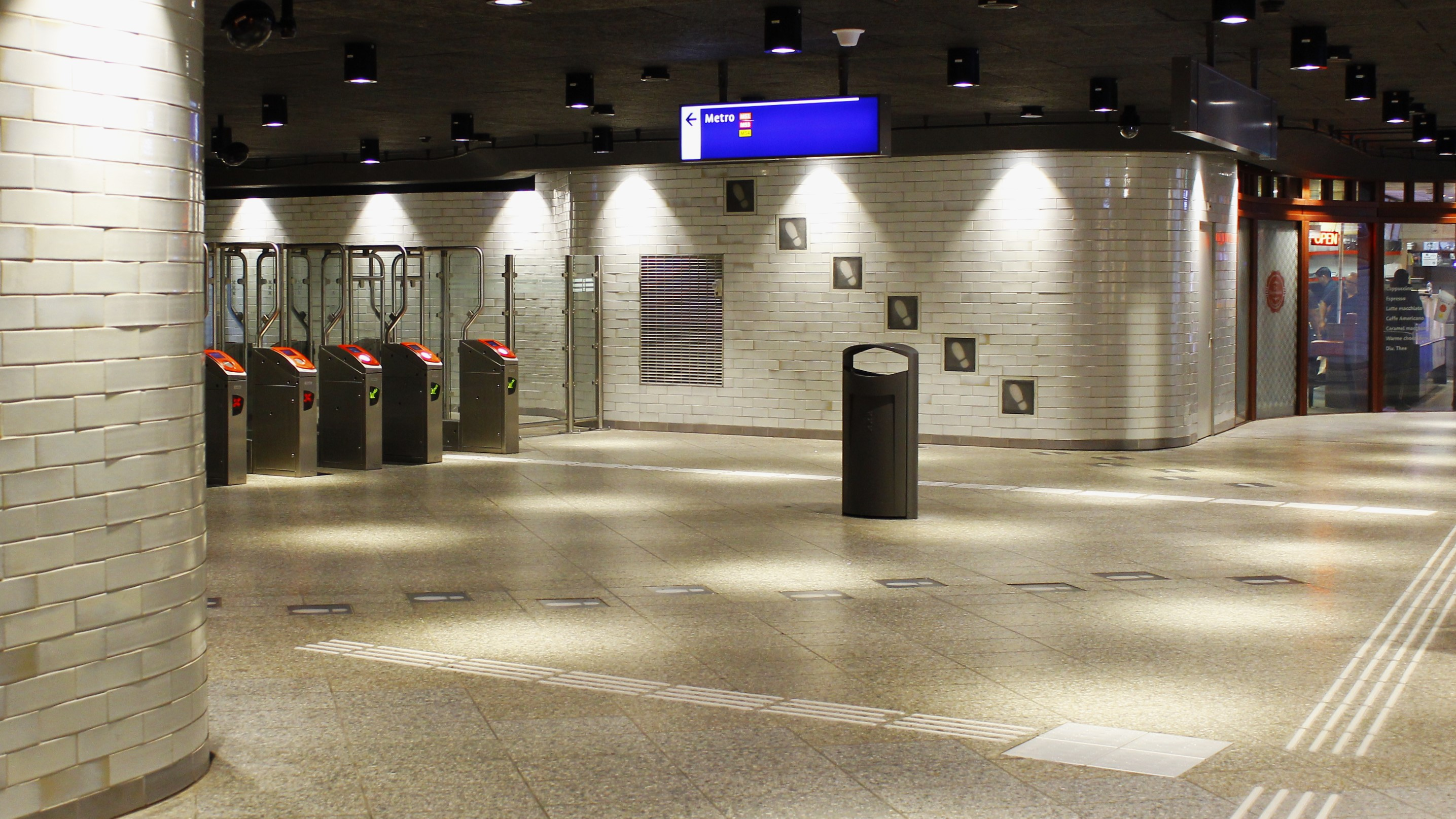

La stazione di Waterlooplein è una stazione della metropolitana di Amsterdam, servita dalle linee 51, 53 e 54 che condividono gli stessi binari.
Prende il nome dal Waterlooplein, la piazza sotto cui si trova.

## Storia
La stazione entrò in servizio l'11 ottobre 1980, con il prolungamento della metropolitana dall'allora capolinea di Weesperplein alla stazione centrale.

## Caratteristiche
Si tratta di una stazione sotterranea con due binari serviti da una banchina ad isola.